# Kokkoku
Kokkoku: Moment by Moment (яп. 刻刻, Kokkoku)) — серія японської манґи у стилі темного фентезі, що написана та ілюстрована Сейта Хоріо. Вона випускалася у журналі видавництва Kodansha Monthly Morning Two з травня 2008 до листопада 2015. Манґа налічує 8 томів. Вона розказує історію дівчини на ім'я Юрі Юкава, яка внаслідок викрадення її брата та племінника, дізнається, що її дідусь за допомогою загадкового каменю може зупиняти час і вільно рухатися, коли все навколо завмерло.
У Північній Америці манґа ліцензована компанією Kodansha USA. 12-серійна адаптація аніме-серіалу, випущена Geno Studio, транслювалася з січня по березень 2018 року на Tokyo MX та BS11. Amazon Video ексклюзивно транслював серіал у всьому світі.

## Сюжет
Юрі Юкава — пустотлива дівчина, що не підозрює про таємну родинну здатність зупиняти час. Після раптового викрадення її брата і племінника культом під назвою «Спільнота справжньої любові» її дідусь використовує особливий камінь, що дозволяє їй та її батькові потрапити у світ під назвою Стазіс, де час зупинився. Коли вони наважуються за допомогою Стазісу проникнути в укриття культу, вони зустрічаються інших людей, що теж можуть рухатися в таємничому світі, а також дивних чудовиськ, які мешкають у цьому світі. Пізніше таємниці каменя та Стазісу відкриються Юрі.

## Персонажі
Juri Yukawa (яп. 佑河 樹里, Yukawa Juri)
Сейю: Chika Anzai (оригінал), Amber Lee Connors (англійський дубляж)
Безробітна дівчина, яка провалила 19 співбесід поспіль, і намагається залишатися позитивною в час, коли її сім'я розвалюється. Вона виявляє, що володіє силою виганяти Фантомів з тіл людей, що потрапили у Стазис.
Shoko Majima (яп. 間島 翔子, Majima Shōko)
Сейю: Asami Seto (оригінал), Marissa Lenti (англійський дубляж)
Таємнича жінка, яка привела кількох членів Товариства справжньої любові у Стазіс, але таємно виношує власний план віднайти свою зниклу сім'ю.
Grandfather (яп. じいさん, Jii-san)
Сейю: Kazuhiro Yamaji (оригінал), Carl Masterson (англійський дубляж)
Дідусь Юрі володіє особливим магічним каменем, який дозволяє йому та будь-кому поруч з'єднатися з Фантомом і подорожувати Стазисом. Він також може телепортувати себе та будь-яку людину, якої він торкається, але лише на невелику відстань
Junji Sagawa (яп. 佐河 順治, Sagawa Junji)
Сейю: Hozumi Goda (оригінал), Luis Galindo, Howard Wang (підліток), Katelyn Barr (дитина), Kalin Coates (немовля) (англійський дубляж)
Лідер Спільноти справжньої любові, який намагається дізнатися якомога більше про світ Стазису для отримання з цього зиску.
Takafumi Yukawa (яп. 佑河 貴文, Yukawa Takafumi)
Сейю: Koji Tsujitani (оригінал), John Swasey (англійський дубляж)
Батько-нечупара Юрі, якого нещодавно звільнили з роботи.
Tsubasa Yukawa (яп. 佑河 翼, Yukawa Tsubasa)
Сейю: Hirofumi Nojima (оригінал), Josh Grelle (англійський дубляж)
Брат Юрі та ПНН, який марнує дні за грою у відеоігри. Його викрадають, коли він забирає Макото додому з дитячого садка. Перебуваючи у Стазисі, він вирішує подбати аби хлопчик не пішов по його стопах.
Makoto Yukawa (яп. 佑河 真, Yukawa Makoto)
Сейю: Ryuto Iwata (оригінал), Kalin Coates (англійський дубляж)
Невинний хлопчик та племінник Юрі та Тсубаси. Пізніше він відкриє у собі здатність контролювати Наглядачів.
Shiomi (яп. 潮見)
Сейю: Yuya Uchida (оригінал), Clint Bickham (англійський дубляж)
Права рука Юні.
Sako (яп. 迫)
Сейю: Hiroyuki Yoshino (оригінал), Scott Gibbs (англійський дубляж)
Один з прибічників Спільноти справжньої любові, що вирішує приєднатися до Шоко. На відміну від інших членів культу, він єдиний приєднався для заробітку і не слідує вченню Сагави.
Yosuke Majima (яп. 間島 洋介, Majima Yōsuke)
Сейю: Savanna Menzel (English)
Молодший брат Шоко, який став Наглядачем 17 років тому. Коли він і його батьки були повернуті у людську форму, він був єдиним хто вижив.

## Медіа

### Манґа
Kokkoku: Moment by Moment написана та ілюстрована Сейта Хоріо. Вона випускалася у журналі Kodansha Monthly Morning Two з травня 2008 до листопада 2015. Манґа налічує 8 томів.
Kodansha USA дозволив манґу в Північній Америці для цифрового випуску.

#### Список томів
| № | Японською         | Японською              | Англійською       | Англійською            |
| № | Дата виходу       | ISBN                   | Дата виходу       | ISBN                   |
| - | ----------------- | ---------------------- | ----------------- | ---------------------- |
| 1 | 21 серпня 2009    | ISBN 978-4-06-372822-4 | 10 жовтня 2017    | ISBN 978-1-68-233902-2 |
| 2 | 21 серпня 2009    | ISBN 978-4-06-372823-1 | 14 листопада 2017 | ISBN 978-1-68-233903-9 |
| 3 | 23 серпня 2010    | ISBN 978-4-06-372924-5 | 12 грудня 2017    | ISBN 978-1-68-233984-8 |
| 4 | 22 квітня 2011    | ISBN 978-4-06-372999-3 | 9 січня 2018      | ISBN 978-1-64-212019-6 |
| 5 | 23 березня 2012   | ISBN 978-4-06-387092-3 | 13 лютого 2018    | ISBN 978-1-64-212118-6 |
| 6 | 22 березня 2013   | ISBN 978-4-06-387197-5 | 13 березня 2018   | ISBN 978-1-64-212163-6 |
| 7 | 22 листопада 2013 | ISBN 978-4-06-387249-1 | 24 квітня 2018    | ISBN 978-1-64-212232-9 |
| 8 | 23 жовтня 2014    | ISBN 978-4-06-388354-1 | 24 липня 2018     | ISBN 978-1-64-212407-1 |

### Аніме
Аніме екранізація студією Geno Studio була анонсована як один з найкращі 3 проєкти студії у жовтні 2017. Серіал зрежисований Йосіміцу Охаші, сценарій написав Нобору Кімура, за дизайн персонажів відповідав Ясуомі Умецу. Аніме траснлювалося на Tokyo MX та BS11 в Японії з 7 січня до 25 березня 2018. Музика опенінгу — пісня «Flashback» виконана MIYAVI Vs KenKen, для ендингу — «Asayake to Nettaigyo» (яп. 朝焼けと熱帯魚, Sunrise and Tropical Fish) виконана Boku no Lyric no Boyomi.
Amazon Video ексклюзивно транслював серіал у всьому світі. Anime Limited придбала серіал для розповсюдження у Великій Британії та Ірландії.